# Amtsgericht Gemünden am Main

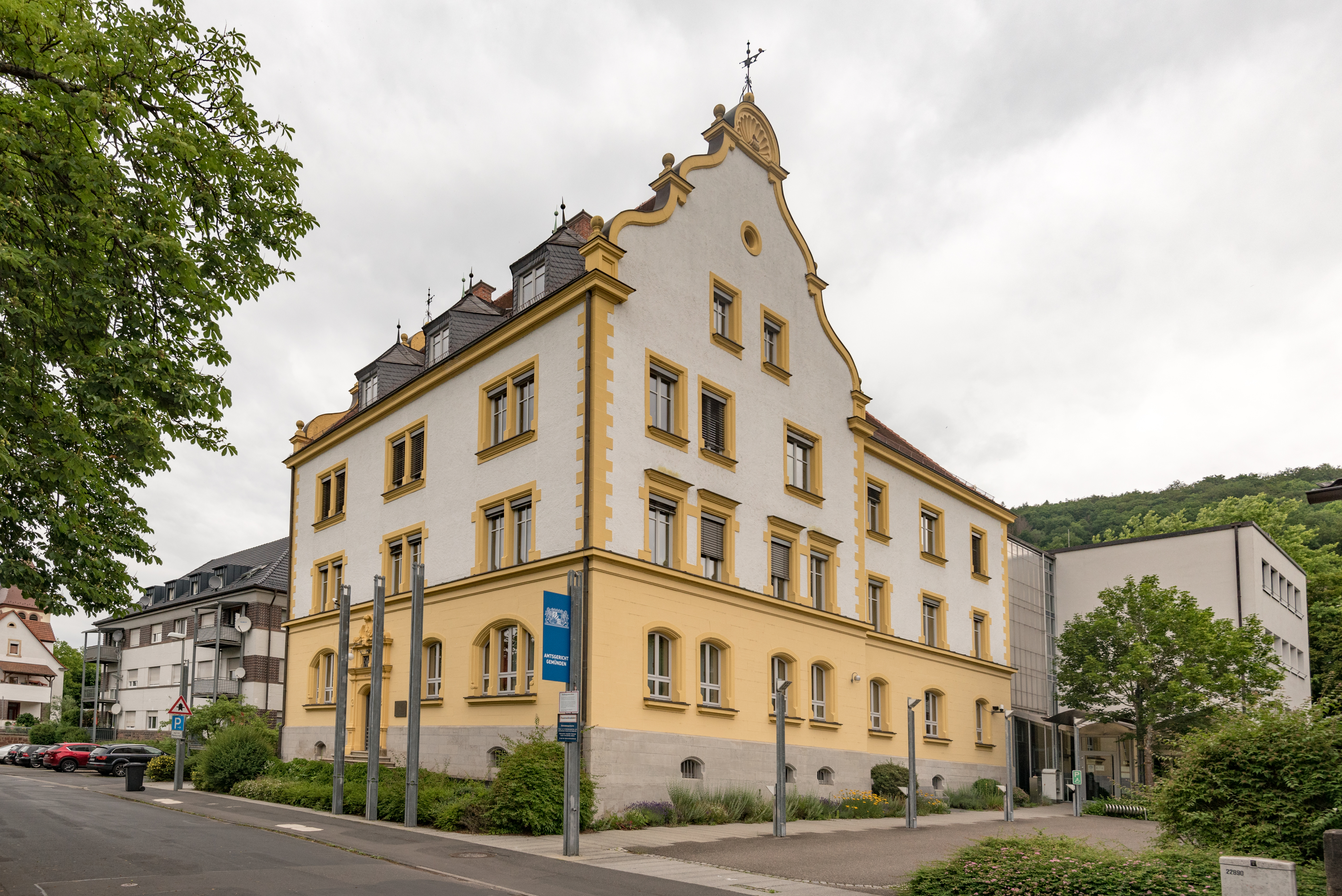
Gerichtsgebäude Friedenstraße 7 (2020)

Das Amtsgericht Gemünden am Main ist ein Gericht der ordentlichen Gerichtsbarkeit und örtlich zuständig für den Landkreis Main-Spessart.

## Geschichte
Bis in die 1970er Jahre war das Amtsgericht nur für Gemünden am Main zuständig, was sich mit der Gebietsreform in Bayern erheblich änderte. Der Zuständigkeitsbereich des Amtsgerichts Gemünden am Main wurde durch die Gebietsreform 1972 erheblich vergrößert. Die Bezirke der Amtsgerichte Arnstein, Karlstadt, Marktheidenfeld und Lohr am Main fielen 1973 dem Amtsgericht Gemünden zu und wurden aufgelöst.

## Zuständigkeitsbereich
Der Zuständigkeitsbereich des Amtsgerichts Gemünden am Main umfasst den gesamten Landkreis Main-Spessart mit den Städten Gemünden am Main, Lohr am Main, Karlstadt, Arnstein und Marktheidenfeld.

## Dienstgebäude
Das Amtsgericht Gemünden am Main ist in zwei Gebäuden untergebracht, das Hauptgebäude befindet sich in der Friedenstraße 7 und die Nebenstelle in der Bahnhofstraße 13 in Gemünden am Main.

## Beschäftigte
Insgesamt werden aktuell 72 Personen, darunter zehn Richter, 15 Rechtspfleger, fünf Gerichtsvollzieher und weitere Mitarbeiter in den verschiedenen Servicebereichen und in der Wachtmeisterei beschäftigt.

## Übergeordnete Gerichte
Dem Amtsgericht Gemünden am Main sind das Landgericht Würzburg und das Oberlandesgericht Bamberg übergeordnet.